# الدوري الأوروبي لكرة السلة 1999–2000
الدوري الأوروبي لكرة السلة 1999–2000 هو الموسم 43 من  الدوري الأوروبي لكرة السلة. أشرف على تنظيمه الاتحاد الدولي لكرة السلة، وكان عدد الأندية المشاركة فيه  24، وفاز فيه نادي باناثينايكوس لكرة السلة.